# Henryk Lehnert
Henryk Lehnert (ur. 8 marca 1934 w Dworach (obecnie dzielnica Oświęcimia), zm. 22 czerwca 2006 w Oświęcimiu) – polski filmowiec amator, podróżnik oraz instruktor filmowy. Współzałożyciel (razem z Marianem Koimem i Marianem Żmudą) Amatorskiego Klubu Filmowego „Chemik” w Oświęcimiu (1963). Pierwsze filmy jednak powstały wcześniej (m.in. Przygody myśliwego Walka, 1960).
Przez 44 lata pracy zrealizował 388 filmów amatorskich, za które otrzymał ponad 406 nagród i wyróżnień na krajowych i międzynarodowych festiwalach filmów nieprofesjonalnych. Jego twórczość obejmowała wiele gatunków filmowych: fabuła, animacja, reportaż, kroniki filmowe oraz dokument. Był także filmowym kronikarzem miasta Oświęcimia.
Samodzielnie opracował technikę animacji zwaną „zdjęciami rwanymi”. Filmy zrealizowane tą techniką zostały zauważone nie tylko przez środowisko filmowców nieprofesjonalnych. Do najbardziej znanych tego typu filmów należą: Malarz, Rendez-vous, Rywale.
W 1997 r. został uhonorowany wpisaniem do „Księgi rekordów Guinnessa” za największą liczbę nakręconych filmów oraz za największą liczbę uzyskanych za nie nagród. Od tamtej pory poprawiał co roku swoje rekordy.
W 1998 r. został instruktorem w AKF „Chemik” przy Oświęcimskim Centrum Kultury (dawny Zakładowy Dom Kultury „Chemik”) i wychował kilka roczników młodych filmowców.
Oprócz nagród filmowych był uhonorowany innymi wyróżnieniami m.in. nagrodami Ministerstwa Kultury oraz został honorowym obywatelem miasta Oświęcimia (2000).
Zmarł 22 czerwca 2006 po ciężkiej chorobie. Spoczywa na cmentarzu parafialnym w Oświęcimiu.
Po śmierci Henryka Lehnerta ukazała się, nakładem Oświęcimskiego Centrum Kultury, książka Kamerą i pasją Mirosława Tokarza, wywiad-rzeka, opowiadająca o życiu Lehnerta, zmieniającym się Oświęcimiu, podróżach i odkryciu pasji filmowej.
Jest patronem jednej z ulic niedaleko jego miejsca zamieszkania w Oświęcimiu.

## Wybrana filmografia
- Przygody myśliwego Walka
- Malarz
- Fotel
- Dylemat
- Rendez-vous
- Europa
- Skojarzenia
- Temida
- Rywale
- Teksas
- Fobia
- Bitwa o Wyry
- Ziemia
- Musztra